# ほしのまき
 ほしの まき （1982年10月20日 - ）は、日本のAV女優。

## 略歴
- 2005年に『新人×ギリモザ』で詩織としてAVデビュー。
- 2007年に『陰毛チェックして、ほし～の。』でほしのまきとして再デビュー。

## 作品

### アダルトビデオ

#### 詩織 名義
- 新人×ギリモザ やさしいお姉さん（2005年9月7日、エスワン）
- ギリギリモザイク お姉さんとセックスしよっ♥（2005年10月7日、エスワン）
- ギリギリモザイク 6つのコスチュームでパコパコ！（2005年11月7日、エスワン）
- ギリギリモザイク 綺麗なお姉さんの癒しセックス（2005年12月7日、エスワン）
- ギリギリモザイク ギリギリモザイク（2006年1月7日、エスワン）
- ギリギリモザイク 詩織とのパコパコ新婚生活♥（2006年2月7日、エスワン）
- ギリギリモザイク ギリギリモザイク6本番（2006年3月7日、エスワン）
- ギリギリモザイク バコバコ乱交6（2006年4月7日、エスワン）
- 人妻強姦中出し 夫の裏切りで犯され中出しされる人妻 詩織（2007年3月10日、隼エージェンシー）

#### ほしのまき 名義
- 陰毛チェックして、ほし～の。（2007年5月18日、アリスJAPAN）
- まきのヤリすぎ陰毛カウンセリング （2007年6月15日、アリスJAPAN）
- アリスJAPANプラス 巨乳アイドル4時間2 （2007年8月17日、アリスJAPAN）共演:麻美ゆま、佐山愛、夢野まりあ、蒼井そら
- 爆乳家庭教師　（2007年8月24日、クリスタル映像）
- A級乳犯　（2007年9月22日、クリスタル映像）
- 芸能人ほしのまきセルAVデビュー（2007年11月7日、プレミアム）
- 芸能人×プレミアムセックス （2007年12月7日、プレミアム）
- PREMIUM STYLISH SOAP ～プレミアムソープへようこそ!～（2008年1月7日、プレミアム）
- 初めてのパイパンと黒人FUCK ほしのまき（2008年2月7日、プレミアム）
- ほしのまき 生中出しスペシャル（2008年3月7日、プレミアム）
- 媚薬FUKC（2008年6月14日 隼エージェンシー）他出演:赤西涼、永瀬あき、野中あんり、涼華りょう、星優乃、松野ゆい
- 団地妻レイプ生中出し 2（2008年7月4日 TMA）他出演:浅田ちち、宮崎あい、夢見ほのか
- フェラコレ2008夏SP（2008年7月12日 隼エージェンシー）他多数出演
- 極上手コキ vol.4（2008年7月19日 BRAVO）他出演:麗花、辻本りょう、竹下あや、はるか悠、長谷川まり、綾瀬みゅう、七海りお、黒澤エレナ
- 美脚中出し7（2008年8月9日 隼エージェンシー）他出演:小日向しおり、麗花、神楽ゆい、藤咲さくら、明佐奈
- 私がいやらしいことしてあげる [身も心も尽くしてくれる7人の淫女たち]（2008年8月19日、ミスター・インパクト）他出演:三浦亜沙妃、加藤ツバキ、宮崎あい、早乙女美奈子、亜紗美、麗花
- VIP ROOM 夢のようなサービスを受けられる7つの部屋（9月13日、隼エージェンシー）他出演:三浦亜沙妃、瀬織さら、明佐奈、綾瀬みさ、夏川るい、麗花
- 脅迫された女たち（2008年9月19日 ミスター・インパクト）他出演:瀬織さら、神楽ゆい、芹澤かなえ、宮崎あい、桜井エミリ、青山れあ
- 巨乳痴女団地妻（2008年9月19日 GLAY'z）他出演:夢見ほのか、浅田ちち、宮崎あい
- こだわりの手コキ 人妻編 II（2008年11月8日、隼エージェンシー）他多数出演

### ゲーム

#### ほしのまき 名義
- 脱がせ!野球拳 ポロリグラビア天国　（2007年9月27日、グラッツコーポレーション）